# Fleurus

Fleurus vapen

Fleurus läge inom provinsen Hainaut

Fleurus är en kommun i provinsen Hainaut i regionen Vallonien i Belgien. Fleurus hade 22 267 invånare per 1 januari 2008.
Fleurus har varit skådeplats för flera slag: slaget vid Fleurus 1622, slaget vid Fleurus 1690, slaget om Fleurus 1794.